# St. Antonius von Padua (Pillmersried)

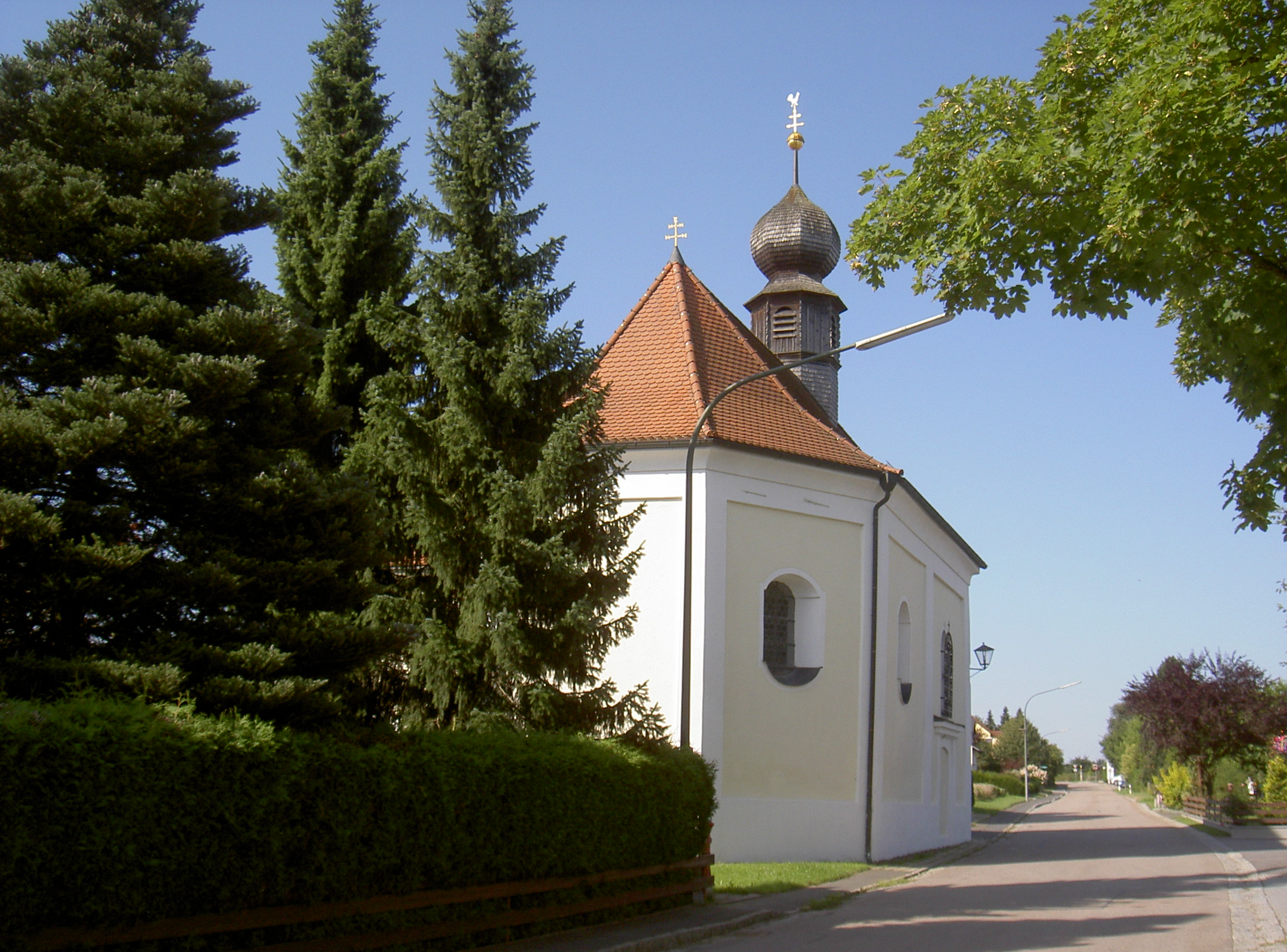
St. Antonius von Padua (Pillmersried)

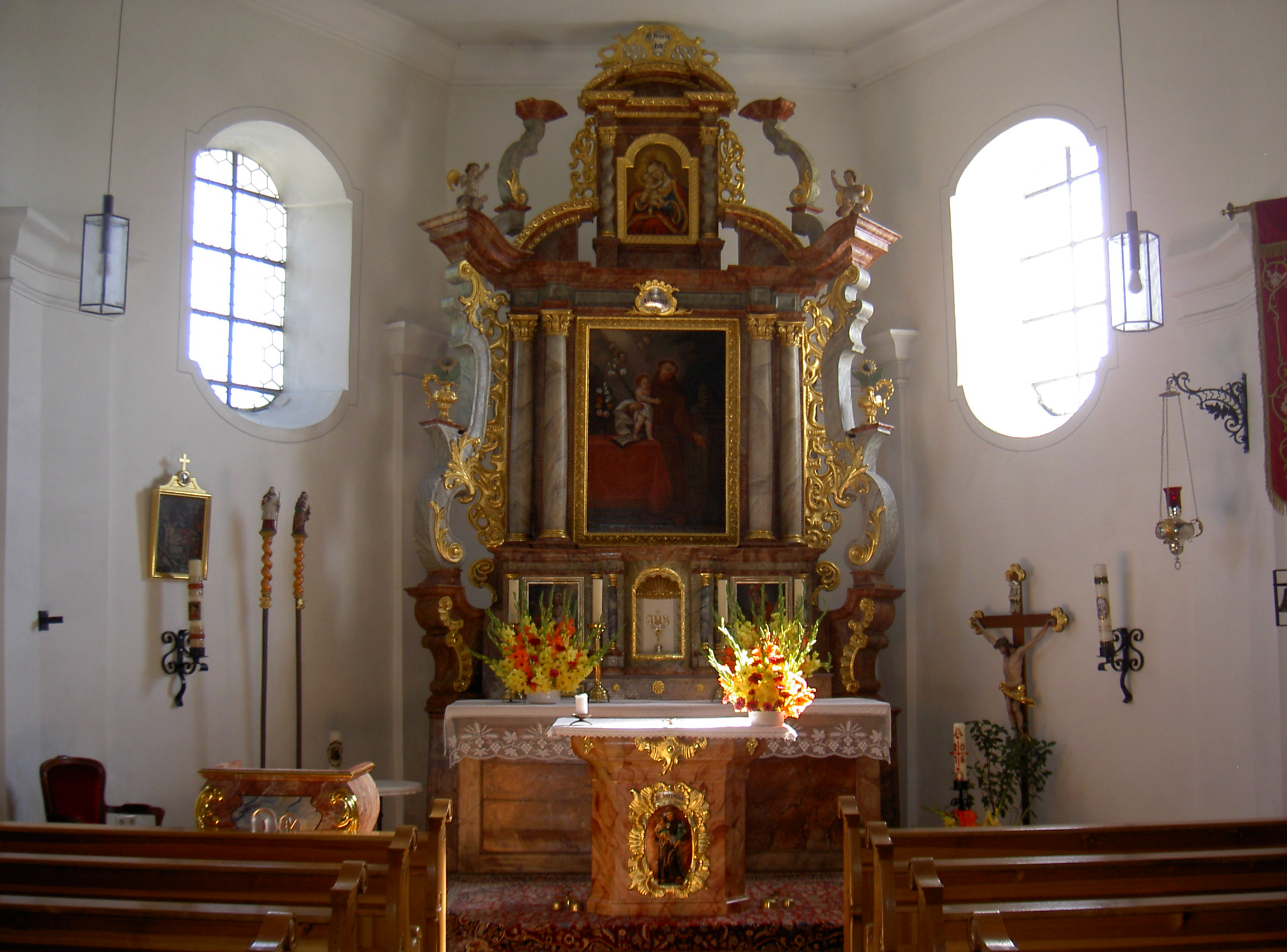
Innenraum mit Altar

Die römisch-katholische, denkmalgeschützte Filialkirche St. Antonius von Padua steht in Pillmersried, einem Gemeindeteil der Landstadt Rötz im Landkreis Cham der Oberpfalz. Die Kirche gehört zum Bistum Regensburg. Das Bauwerk ist unter der Denkmalnummer D-3-72-154-39 als Baudenkmal in die Bayerische Denkmalliste eingetragen.

## Beschreibung
Die traufständige Saalkirche wurde 1692 erbaut und in der zweiten Hälfte des 18. Jahrhunderts umgebaut. Sie besteht aus einem im Osten dreiseitig geschlossenen Langhaus. Aus dessen Satteldach erhebt sich über dem Giebel im Westen ein achteckiger Dachreiter, der mit Schindeln verkleidet und mit einer Zwiebelhaube bedeckt ist. An das Langhaus wurde nach Süden eine zweigeschossige Sakristei angebaut. 
Der Innenraum des Langhauses ist mit einer Flachdecke überspannt. Zur Kirchenausstattung gehört ein Hochaltar, der an den Seiten mit Pilastern erweitert wurde. Auf dem Altarretabel ist der heilige Antonius dargestellt.